# NGC 810
NGC 810 è una galassia ellittica situata nella costellazione della Balena, a una distanza di circa 356 milioni di anni luce dalla nostra Via Lattea.

## Scoperta
La galassia è stata scoperta l'11 dicembre 1871 dall'astronomo francese Édouard Stephan.

## Descrizione
Data la sua luminosità superficiale pari a 14,76, NGC 810 può essere classificata come una galassia a bassa luminosità superficiale (nella letteratura in lingua inglese abbreviata in LSB, acronimo di Low Surface Brightness). Le galassie LSB sono galassie di tipo diffuso (D) con una luminosità superficiale inferiore di almeno una magnitudine a quella del cielo notturno circostante.
Il database SIMBAD la classifica come galassia LINER, cioè una galassia il cui nucleo presenta uno spettro di emissione caratterizzato da larghe righe di atomi debolmente ionizzati.
Nelle immagini, a fianco di NGC 810 è visibile un punto luminoso che corrisponde alla galassia nana PGC 3126708, che sembra essere in interazione gravitazionale con NGC 810.